# Tim Jeffs
Tim Jeffs (Timothy James Jeffs, 22 de septiembre de 1965) es un artista, músico y director de arte estadounidense. Nació en Rockville, Maryland.

## Carrera
Hizo parte de la banda de groove metal White Zombie, y fue el guitarrista de la agrupación en el EP Pig Heaven en 1986. También se le puede escuchar en el box-set Let Sleeping Corpses Lie de 2008 y en el box-set It Came From N.Y.C. de 2016. En agosto de 2013 Tim ganó reconocimiento mundial con sus pinturas sobre animales[cita requerida]. Un libro titulado "Intricate ink, Animals in Detail" fue publicado por Pomegranate Publishing en enero de 2016, incluyendo 50 de sus imágenes en blanco y negro. Su arte ha sido exhibido en numerosas publicaciones como la revista Colored Pencil, en un artículo titulado "Creating Sea Creatures", en la revista VEUX en 2013, en Masks & Monsters en un artículo titulado "Devil in the Details", entre otras. Su trabajo consiste principalmente en imágenes de especies animales en peligro de extinción, y en algunos casos ha realizado campañas con sociedades protectoras de la fauna en peligro.